# وولفسبان
وولفسبان هو بطل خارق في مارفل كومكس من ابتكار كريس كليرمونت وبوب ماكليود،ظهر لأول مرة في سبتمبر 1982.